# 百武二號彗星
百武二號彗星（C/1996 B2）是一顆非週期性彗星，由日本鹿兒島業餘天文學家百武裕司於1996年1月30日在日本鹿兒島縣發現，是他发现的第二顆彗星。

## 軌道
該彗星於1996年3月25日最接近地球（距離地球約135萬公里），該彗星由2月初的10等猛增至3月底的0等。藍綠色彗頭配以3月底時彗尾長達120度，細長的藍色彗尾橫跨北斗七星至半個天空，令不少親眼目睹的天文愛好者著迷，同年5月1日通過近日點。
這顆彗星的公轉週期極長，對照上一次回歸的時間約為17000年前，由於受行星引力影響致其軌道改變，因此以後十萬年內回歸的機會很少。

## 性質
3月25日，哈伯望遠鏡拍攝到百武彗星彗核物質分裂的樣子 （页面存档备份，存于），同時地面天文愛好者亦拍攝到此現象。3月26日至28日，美國和德國的天文學家使用伦琴X射线天文卫星（ROSAT）發現彗星的X射線辐射，這是人類首次探測到彗星發射X射線，且其強度也是天文學家始料不及的。百武彗星的X射線是在彗星內部形成還是太陽風與彗星物質的猛烈撞擊還沒有定案。 
另外，美國哈佛史密松天文物理中心的天文學家分析次毫米波段的觀測資料，在百武彗星上所觀測到的氫和氘（即重氫）比例計算，推斷地表水份來源，和地球形成過程中，某時期內有眾多彗星隕落地球的假設依據。欧洲南方天文台針對百武彗星上所含元素的分析，氨、烷類以及氫氧化物等有機物所佔的比率不少。
2000年尤利西斯号探测器的研究小組公佈，報道探測器在1996年5月1日穿越百武彗星離子尾的質譜分析；測量到大量C+、O+及不太多的C2+、O2+、N+、OH+、H2O+。

## 觀測
百武裕司發現的第一顆彗星編號為C/1995 Y1（1995年12月25日在鹿兒島縣發現，當時光度10.5等），1996年2月24日過近日點，由於此彗星光度不亮（最亮也只有7.8等），普通小型望遠鏡也難以看到，因此不受天文愛好者注目，而第二顆明顯比第一顆亮得多而更為人熟悉，因此「百武彗星」通常是指第二顆。

## 相關主題
- 百武裕司

## 外部連結
- 百武彗星照片集 （页面存档备份，存于）